# 月天
月天（がつてん、がってん、Skt：Candra、音写：戦達羅、戦捺羅、旃陀羅など）は、仏教における天部の一人で、十二天の一人。元はバラモン教の神であったが、後に仏教に取り入れられた。

## 概要
正しくは月天子で、月天はその略称。月宮天子、名明天子、宝吉祥との異名もある。月やその光明を神格化した神で、勢至菩薩の変化身ともされる。四大王天に属し、月輪を主領して四天下を照らし、また多くの天女を侍（はべ）らし、五欲の楽を尽くし、その寿命は500歳といわれる。
形象は、一定しないが3羽から7羽のガチョウの背に乗り、持物は蓮華や半月幢を持つものがあり、后として月天后を伴うものがある。両界曼荼羅や十二天の一人として描かれることがほとんどであり、単独で祀られることはほとんどないようである。